# Эйксуннский тоннель
Северо-Западный портал 62°14′43″ с. ш. 5°53′45″ в. д.

Юго-Восточный портал 62°12′56″ с. ш. 5°59′14″ в. д.
Эйксуннский автодорожный тоннель, проложенный по дну Стурь-фьорда в норвежской провинции Мёре-ог-Румсдал, соединяет города Эйксунн и Рьянес. Начат постройкой в 2003 году, церемония открытия состоялась 17 февраля 2008 года, полноценное движение открыто 23 февраля 2008 года.

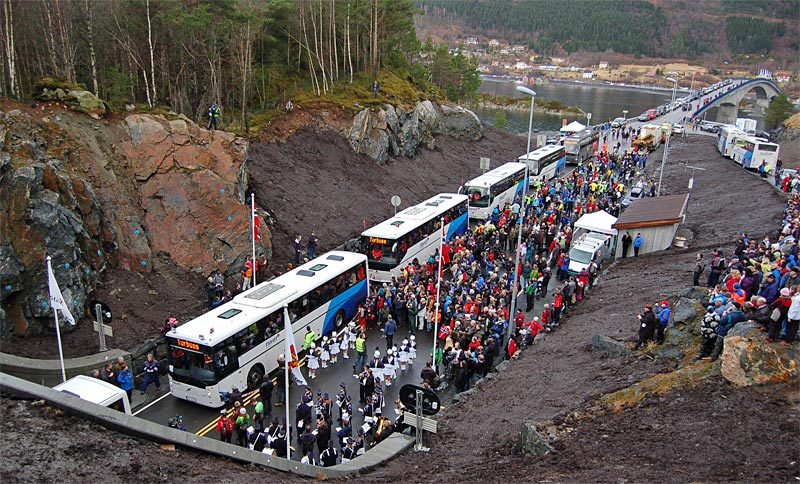
Открытие движения. 23 февраля 2008 года. На дальнем плане — новый Эйксуннский мост

При длине в 7765 м тоннель уходит на глубину 287 м ниже уровня моря — это самый глубокий тоннель в мире. Уклон дорожного полотна достигает 9,6 %. Минимальная толщина скальной породы, разделяющей тоннель и воды фьорда — 50 м, максимальная толщина породы над тоннелем — 500 м.
В состав Эйксуннского комплекса сооружений на местной автодороге 653, кроме главного тоннеля, также входит новый Эйксуннский мост (длина 405 м), тоннели Хельгехорн (1160 м) и Моркес (430 м). Дорога 653 связывает с материком островные поселения с общей численностью менее 25 000 человек, из которых крупнейшее, Херё, имеет население в 8300 человек.
Тоннель строился буровзрывным способом. Глубина шпуров составляла 5,2 м, при этом шаг заходки составлял 4,8 метра. Бо́льшая часть тоннеля не требует обделки; в зонах разломов, где вероятны протечки, использовалась бетонная обделка толщиной до 15 см.
Стоимость комплекса составила 970 млн норвежских крон (123 млн евро) — на 25 млн крон меньше бюджета строительства; это всё равно выше бюджета 2005 года (846 млн крон, в том числе 500 — на главный тоннель). Сначала проезд был платный — 76 норвежских крон с легкового автомобиля. Спустя 6 лет, когда проект окупился, проезд сделали бесплатным. 